# Dziewczyny Cheetah: Jeden świat
Dziewczyny Cheetah: Jeden Świat (ang. The Cheetah Girls: One World) – amerykański musical w reżyserii Paula Hoena z 2008. Film jest telewizyjną produkcją Disney Channel.
Film stanowi kontynuację dwóch poprzednich filmów z serii Cheetah Girls: Dziewczyny Cheetah (2003) i Dziewczyny Cheetah 2 (2006).

## Fabuła
Dziewczyny Cheetah otrzymują propozycję zagrania głównych ról w hollywoodzkim filmie. Nie wiedzą czy przyjąć propozycję - Dorinda ma prowadzić kurs taneczny, Aquanette musi uczyć się do egzaminów. Jednak Chanel namawia przyjaciółki do wyjazdu (bardzo chce aby Cheetah stały się sławne) i wszystkie trzy jadą do Indii. Na miejscu okazuje się, że rola główna jest tylko jedna i lamparcice, aby ją zdobyć muszą ze sobą rywalizować oraz nastąpiła pomyłka - film jest w Bollywood. Postanawiają zrezygnować z filmu. Na domiar wszystkiego Dorinda zauważa, że każdy słoń, którego widzi, uważnie się jej przygląda. Nagle Aqua spotyka chłopaka, z którym korespondowała w internecie - Amara. Zakochuje się w nim z wzajemnością. Cheetah decydują się zostać w Mumbaju i uczciwie walczyć o rolę. Uważają, że przyjaźnią się tak mocno i długo, że nic tego nie popsuje. Na planie filmu poznają przystojnego Vikrama (ma on po raz pierwszy wyreżyserować bollywoodzki film), jego wujka Kamala, znanego reżysera, sławnego bollywoodzkiego aktora - Rahima i nieśmiałą choreografkę Gitę. Rahim i Gita są w sobie zakochani lecz oboje boją się to sobie wyznać.
Chanel rozmawia z Vikramem. Dowiaduje się, że Kamal cały czas nim dyktuje i Vikram nie może nakręcić filmu tak jak chce. Chanel namawia go, by przeciwstawił się wujowi i zrealizował film swoich marzeń. Chłopak słucha jej rady. Kamal zgadza się, ale stawia warunek - Vikram musi znaleźć dobre miejsce do zdjęć i obsadę w tydzień. Młody reżyser jest bardzo przygnębiony - uważa, że tydzień to za mało czasu i nadal nie ma pomysłu na miejsce zdjęć. Niespodziewanie z pomocą przychodzi mu Amar - jako miejsce do zdjęć proponuje swoją rodzinną wioskę. Na miejscu okazuje się, że Amar jest bogatym maharadżą.
Matka Amara daje do zrozumienia Aquanette, że chciałaby, aby dziewczyna wyszła za jej syna. Aquanetta namawia Amala, by wyjechał do Ameryki. Chłopak oświadcza jej, że jego ojciec się na to nie zgodzi. Wszyscy zaczynają uważać Chanel i Vikrama za parę. Dorinda spotyka się z Rahimem - pomaga mu przełamać nieśmiałość wobec Gity. Amar mówi Vikramowi, że udostępni miejsce zdjęć pod warunkiem, że Aqua zagra główną rolę. Ostatecznie rolę główną dostaje Chanel. Przyjaciółki obrażają się na nią - uważają, że to przez to, że podlizywała się reżyserowi. Chanel rezygnuje z roli. Tłumaczy Vikramowi, że „...albo główna rola, albo nasza przyjaźń...”. Lamparcice godzą się i znajdują dobrą kandydatkę na główną rolę - Gitę, którą wreszcie Rahim zaprosił na romantyczną kolację. Amar mówi Aquanette, że ojciec jednak się zgodził i może wyjechać. Wszystko kończy się piosenką „One World” z filmu Vikrama, w którym Cheetah grają drugoplanowe role.

## Obsada
- Adrienne Bailon − jako Chanel
- Sabrina Bryan − jako Dorinda
- Kiely Williams − jako Aqua
- Roshan Seth − jako Wujek Kamal
- Michael Steger − jako Vikram
- Kunal Sharma − jako Amar
- Deepti Daryanani − jako Gita
- Rupak Ginn − jako Rahim
- Vinod Nagpal − jako Swami

i inni

## Piosenki
- Cheetah Love
- Dig A Little Deeper
- Dance Me If You Can
- Fly Away
- Stand Up
- What If
- I'm The One
- No Place Like Us
- One World
- Feels Like Love
- Crazy On The Dance Floor
- Circle Game